# Willem Mengelberg
Pour les articles homonymes, voir Mengelberg.
Willem Mengelberg (Joseph Wilhelm Mengelberg) est un chef d'orchestre néerlandais, né le 28 mars 1871 à Utrecht et mort le 21 mars 1951 à Zuort (Suisse).

## Biographie
D'origine allemande, il est le quatrième d'une famille de seize enfants. Son père était sculpteur sur bois et pierre, décorateur d'églises, et sa mère pianiste amateur. Très tôt, il manifeste des dons musicaux exceptionnels, et étudie ainsi le piano et la composition au conservatoire de Cologne, dont le directeur était alors Franz Wüllner, qui lui enseigna la composition et la direction d'orchestre. Ses autres professeurs furent Gustav Jensen (théorie et contrepoint), Isidor Seiss (piano), Franke (orgue) et Stolzenberg. Durant la même période, Mengelberg travailla le chant, comme ténor. Après seulement trois ans d'études, il remporte trois prix (direction d'orchestre, piano et composition), et est choisi, parmi quatre-vingts candidats, pour le poste de directeur musical à Lucerne. Dans cette ville, il compose tout en dirigeant une école musicale, un orchestre et un chœur.
Quatre ans plus tard, en 1895, il devient chef de l'Orchestre Royal du Concertgebouw d'Amsterdam, qu'il dirigera pendant cinquante ans (1895-1945). Fondé en 1888, cet orchestre était encore tout jeune et d'un niveau moyen, mais Mengelberg en fit une des plus importantes formations symphoniques européennes, et devint ainsi une figure historique de la scène musicale néerlandaise. Pourtant, cette ascension ne fut pas toujours aisée, car Mengelberg était un chef très autoritaire et inflexible, mais en même temps débordant d'imagination et d'énergie. Il fit répéter l'orchestre chaque jour, et se limita à la salle de concert ; il avait également comme habitude de commencer ses répétitions par de longues allocutions et explications sur les œuvres, les compositeurs. Il dirigea également l'Orchestre des Concerts du Musée de Francfort (1907-1920) et l'Orchestre philharmonique de New York (1921-1929), partageant la dernière saison avec Arturo Toscanini. À la suite de désaccords entre les deux hommes, Mengelberg quitte New York et revient à Amsterdam. En 1933, l'Université d'Utrecht crée une chaire de musique à son intention.
Il est universellement reconnu comme un interprète original et puissant de Jean-Sébastien Bach (il dirigeait chaque année la Passion selon saint Matthieu, Ludwig van Beethoven (dont il avait étudié les symphonies avec Wüllner, lui-même élève de Schindler, violoniste, chef d'orchestre et « secrétaire » de Beethoven), Piotr Ilitch Tchaïkovski, Richard Strauss (qui lui dédia son poème symphonique Une vie de héros) et Gustav Mahler, dont il fut un grand ami dès leur rencontre en 1902, devenant alors un des plus fidèles défenseurs de sa musique. En octobre 1904, l'exécution à Amsterdam de la Symphonie nº 4 constitua un événement et une curiosité, puisque l'œuvre fut respectivement dirigée, avant et après l'entracte, par Mengelberg et par le compositeur lui-même. Il existe d'ailleurs un enregistrement en concert de cette œuvre dirigée par Mengelberg en 1939, qui fait figure de référence dans la discographie (réédition Philips, 1960). En 1920, pour son jubilé d'argent à la tête du Concergebouw, il dirigea l'intégralité des symphonies de Mahler en neuf concerts. 
La musique contemporaine occupait une grande place dans ses programmes et notamment la musique française, à laquelle il consacra un festival en 1922 ; il créa également le Carnaval d'Aix de Darius Milhaud). Sergueï Rachmaninov lui dédia Les Cloches (1913), et il créa également des œuvres de Henk Badings (symphonie no 1 en 1930 et symphonie no 3 en 1935), Béla Bartók (second concerto pour violon, avec Zoltán Székely en 1939), Frederick Delius (Summer Night on the River, 1914), Sem Dresden (Variations pour orchestre, 1914), Paul Hindemith (Der Schwanendreher, concerto pour alto, avec le compositeur, 1935 ; Concerto pour violon, 1940), Zoltán Kodály (Háry János, suite, 1927 ; Le Paon, 1939), Willem Pijper (Symphonie no 1, 1918), Max Reger (Concert dans le style ancien en fa majeur, 1912), Ottorino Respighi (Concerto in modo misolidio per piano e orchestra, avec le compositeur au piano, 1925), Charles Villiers Stanford (Rapsodies irlandaises no 2, 1903 ; no 4, 1914), Egon Wellesz (Prosperos Beschwörungen, cinq pièces pour orchestre, 1938).
En raison de sa coopération avec le régime nazi lors de la Seconde Guerre mondiale, ayant continué de se produire pendant l'occupation des Pays-Bas par les troupes hitlériennes, Mengelberg perd en 1945 position, honneur et distinctions, et se voit interdire de diriger dans le pays pour une durée de six ans. Aigri, il se retire alors dans son chalet de Suisse, qu'il avait fait construire en 1912, et y attend, frustré et sans comprendre la raison de cette sanction, d'être rappelé par "son" Concertgebouw, mais il meurt quelques mois avant la levée de l'interdiction.
Il est l'oncle du musicologue et compositeur Rudolf Mengelberg ainsi que du compositeur, chef d'orchestre et critique Karel Mengelberg (père du pianiste et compositeur Misha Mengelberg).

## Style
Mengelberg était dans la filiation de l'école romantique allemande, « un chef d'orchestre enthousiaste, parfois plus passionné que précis », et ses enregistrements sont marqués par une grande expressivité et une liberté dans les variations de tempo. Wilhelm Furtwängler et Leonard Bernstein ont sensiblement la même approche. À sa mort, le critique américain Harold C. Schonberg rendit hommage à ce « Napoléon de l'orchestre », écrivant que, si son style musical pouvait parfois paraître maniéré, « il possédait toujours de la vie, du tempo, de la tension, des facteurs de surprise et un pouvoir de persuasion qui lui était propre. Nul ne le surpassait en richesse de coloris de l'interprétation ».

## Distinctions
- Grand officier de l'ordre d'Orange-Nassau